# Substantielle Definition
Die substantielle Definition (lat. definitio substantialis) bezeichnet eine Definitionsart. Substantielle Definitionen führen die Merkmale eines Gegenstandes an, um ihn spezifisch zu charakterisieren. 
Beispiel:
Die Demokratie zeichnet sich durch Freiheits-, Grund- und Persönlichkeitsrechte sowie rechtsstaatliche Prinzipien aus.   
Der Gegensatz der substantiellen Definition wird in der genetischen Definition gefunden.